# Жуков, Сергей Борисович
Сергей Борисович Жуков (швед. Sergei Joukov; род. 10 июля 1958) — советский и российский хоккеист, защитник, тренер. Мастер спорта СССР.
Воспитанник пермского «Молота». Дебютировал за команду в первой лиге в сезоне 1975/76, проведя один матч, в дальнейшем отыграл ещё три сезона. Сезон 1979/80 провёл в высшей лиге в составе «Трактора» Челябинск. Со следующего сезона играл в СКА (Ленинград), бронзовый призёр 1986/87. Сезон 1990/91 провёл в первой лиге за тольяттинскую «Ладу». С 1993 года — в Швеции. Играл за клубы «Худиксвалль» (1993/94), «Гресторп» (1995—1997), «Венерсборг» (1997/98).
Главный тренер шведских клубов «Венерсборг» (1997/98), «Брунфлу» (1998—2000), «Мура»-мол. (2000/01), «Арбуга» (2001—2003, 2011/12), «Гресторп» (2004/05, 2016/17), «Кируна» (2009/10, 2020), «Худиксвалль» (2012/13), «Вернаму» (2013/14), «Нитторп» (2015). С сезона 2021/22 — главный тренер клуба «Несшё», в тренерском штабе работает сын Михаил.
Младший брат Андрей также хоккеист.